# David L. Mills

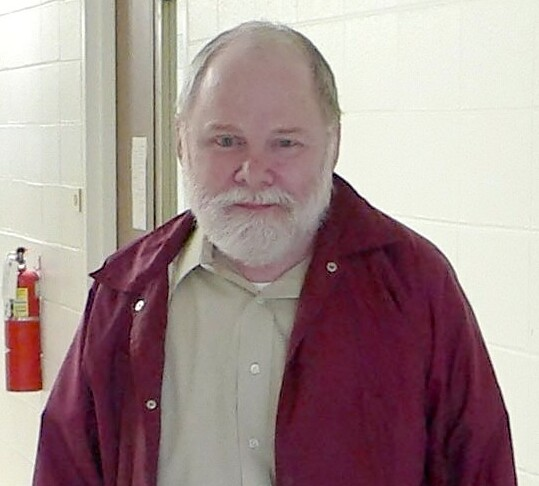
David L. Mills (2005)

David Lennox Mills (* 3. Juni 1938 in Oakland; † 17. Januar 2024 in Newark (Delaware)) war ein US-amerikanischer Informatiker.
Mills wurde an der University of Michigan promoviert und entwickelte 1985 das Network Time Protocol. Von 1986 bis 2008 war er Professor an der University of Delaware.
Er wurde 1999 Fellow der ACM und 2002 Fellow des IEEE. David Mills wurde 2008 in die National Academy of Engineering gewählt und erhielt 2013 den IEEE Internet Award.